# العلاقات المالديفية البوروندية
العلاقات المالديفية البوروندية هي العلاقات الثنائية التي تجمع بين المالديف وبوروندي.

## مقارنة بين البلدين
هذه مقارنة عامة ومرجعية للدولتين:
| وجه المقارنة                                              | المالديف       | بوروندي                                    |
| --------------------------------------------------------- | -------------- | ------------------------------------------ |
| المساحة (كم2)                                             | 298            | 27.83 ألف                                  |
| عدد السكان (نسمة)                                         | 436.33 ألف     | 10.86 مليون                                |
| الكثافة السكانية (ن./كم²)                                 | 146.42 ألف     | 390.23                                     |
| العاصمة                                                   | ماليه          | بوجومبورا، جيتيغا                          |
| اللغة الرسمية                                             | اللغة الديفهي  | اللغة الكيروندية، لغة فرنسية، لغة إنجليزية |
| العملة                                                    | روفيه مالديفية | فرنك بوروندي                               |
| الناتج المحلي الإجمالي (بليون دولار)                      | 4.60 مليار     | 3.48 مليار                                 |
| الناتج المحلي الإجمالي (تعادل القوة الشرائية) بليون دولار | 5.23 مليار     | 8.13 مليار                                 |
| الناتج المحلي الإجمالي الاسمي للفرد دولار أمريكي          | 8.39 ألف       | 277                                        |
| الناتج المحلي الإجمالي للفرد دولار أمريكي                 | 12.53 ألف      | 77                                         |
| مؤشر التنمية البشرية                                      | 0.706          | 0.400                                      |
| رمز المكالمات الدولي                                      | +960           | +257                                       |
| رمز الإنترنت                                              | .mv            | .bi                                        |
| المنطقة الزمنية                                           | ت ع م+05:00    | ت ع م+02:00                                |

## منظمات دولية مشتركة
يشترك البلدان في عضوية مجموعة من المنظمات الدولية، منها:
| علم المنظمة | اسم المنظمة                        | تاريخ انضمام المالديف | تاريخ انضمام بوروندي |
| ----------- | ---------------------------------- | --------------------- | -------------------- |
|             | مؤسسة التنمية الدولية              | 13 يناير 1978         | 28 سبتمبر 1963       |
|             | يونسكو                             | 18 يوليو 1980         | 16 نوفمبر 1962       |
|             | وكالة ضمان الاستثمار متعدد الأطراف | 19 مايو 2005          | 10 مارس 1998         |
|             | الأمم المتحدة                      | 21 سبتمبر 1965        | 18 سبتمبر 1962       |
|             | الاتحاد البريدي العالمي            | ?                     | ?                    |
|             | البنك الدولي للإنشاء والتعمير      | 13 يناير 1978         | 28 سبتمبر 1963       |
|             | الاتحاد الدولي للاتصالات           | 28 فبراير 1967        | 16 فبراير 1963       |
|             | منظمة حظر الأسلحة الكيميائية       | ?                     | ?                    |
|             | مؤسسة التمويل الدولية              | 2 فبراير 1983         | 28 نوفمبر 1979       |
|             | منظمة التجارة العالمية             | ?                     | 23 يوليو 1995        |
|             | منظمة الشرطة الجنائية الدولية      | ?                     | ?                    |

## وصلات خارجية
- موقع وزارة الخارجية المالديفية